# 파우지아흐 라티프
파우지아 라티프(말레이어: Fauziah Latiff)는 말레이시아의 가수이다. 1987년 독립광장(Dataran Merdeka)에서 열린 세계 자선 콘서트에 처음 등장했으며, 이후 해피 레코드에서 신인을 발굴하던 중 그녀를 지목해 데뷔를 하게 했다. 팬들 사이에서 지(Jee)로 알려져 있다.

## 사건

### 인스타그램 사칭 계정
2015년 5월 인스타그램에 파우지아를 사칭하는 계정이 등장했다고 밝혔다. 그녀는 이 사칭 계정을 발견했을 때 화가 났으며, 도대체 누가 무슨 뜻으로 자신을 사칭했는 지 이해할 수 없다고 밝혔다. 이어 "해당 사칭 계정을 만든 사람이 자신의 잘못을 인정하고 계정을 즉시 지우길 바란다"고 덧붙였다.
해당 사칭 계정의 아이디는 @f4uziahlatiff이며 225명이 팔로우한다고 밝혔다. 반면 진짜 계정(@fauziahlatiff)은 71,000명 이상이 팔로우한다고 밝혔다. 이미 많은 사람들이 해당 계정에 속았다고 하며, 심지어는 지아나 제인 등 일부 연예인들조차 해당 계정에 속았다고 했다.

## 앨범
1. Digamit Memori (1988)
2. Kau Merubah Segalanya (1989)
3. Kini (1990)
4. Tiada Noktah Cinta (1991)
5. Hua Xi Ya (1992)
6. Gubahan Rindu Puisi Syahdu (1992)
7. Epilog Memori Gelita (1993)
8. Apa Sebenarnya (1994)
9. Sahabat (1995)
10. Jee '98 (1998)
11. Yang Lebih Kau Cinta...Jee (2001)
12. Pesona (2006)